# アグダム県
アグダム県(アグダムけん、アゼルバイジャン語: Ağdam)はアゼルバイジャン南東部の県。県都はアグダム。西半分は2020年までアルメニア支配下にあるアルツァフ共和国に占拠されていた。1993年7月29日に国際連合安全保障理事会の決議853号が採択され、占領軍の撤退を求めた。2020年ナゴルノ・カラバフ紛争ではアゼルバイジャンが優位に戦いを進め、同年11月10日より発効した停戦協定により、正式にアゼルバイジャンへ返還された。
2012年の人口は18万6000人

## 地理
北から時計回りに
- タルタル県（英語版）
- バルダ県
- アグジャバディ県
- ホジャヴェンド県（英語版）
- ホジャル県（英語版）
- アグダラ県

に接する。